# Formica maculata
Formica maculata är en myrart som beskrevs av Geoffroy 1785. Formica maculata ingår i släktet Formica och familjen myror. Inga underarter finns listade i Catalogue of Life.